# Evangelische Kirche Puch

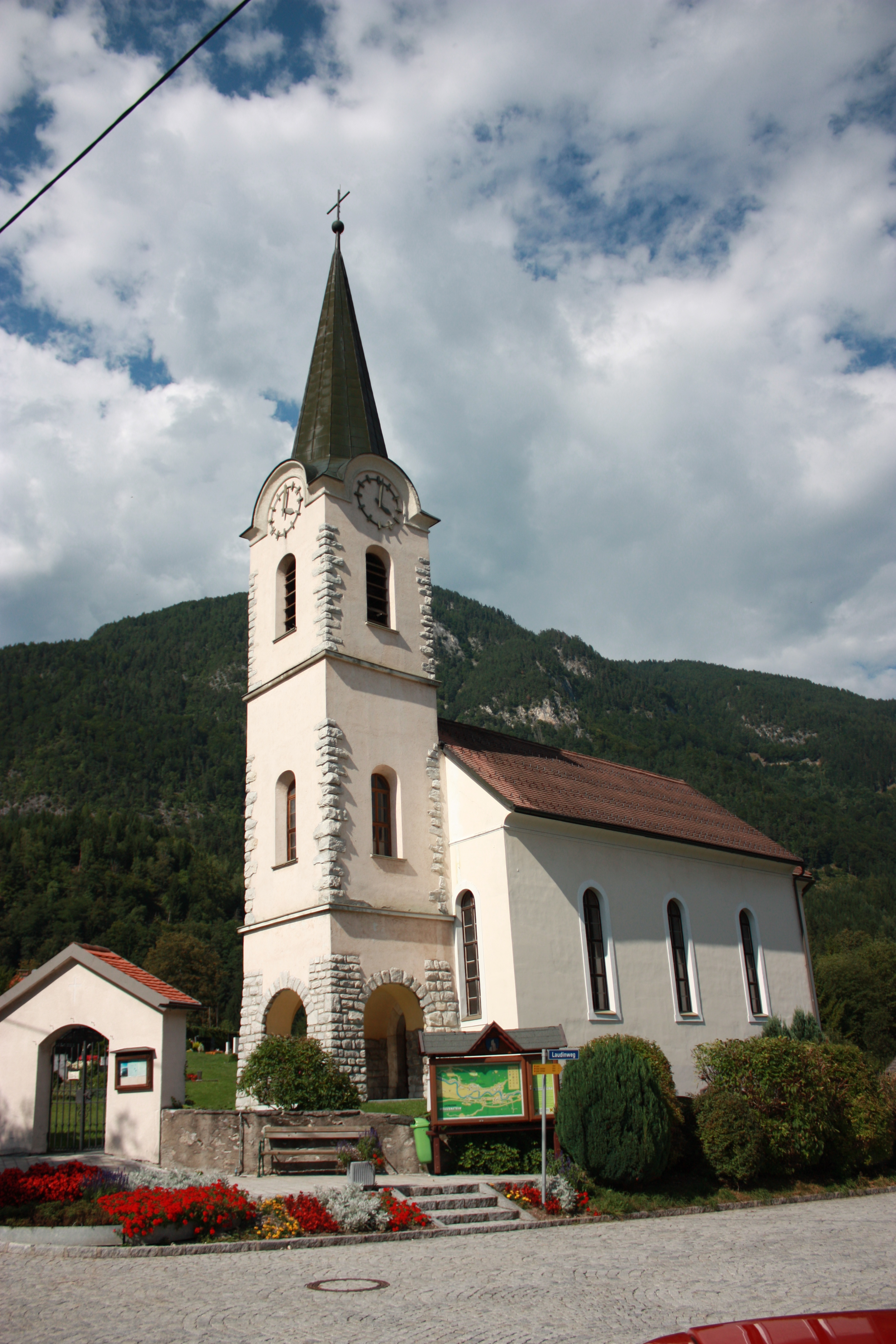
Kirchengebäude in Puch

Die Evangelische Kirche Puch ist die evangelisch-lutherische Kirche in Puch, einem Ortsteil von Weißenstein im Bezirk Villach Land in Kärnten. Sie ist eine Tochterkirche der Pfarre Fresach. Das Kirchengebäude mitsamt dem umgebenden Friedhof steht unter Denkmalschutz (Listeneintrag).

## Bauwerk
Die Kirche wurde laut Dehio 1783 – nach anderen Angaben in den 1840er Jahren – als Toleranzbethaus errichtet. Das dreijochige Langhaus ist von einem Tonnengewölbe mit Stichkappen überspannt. 1850/52 wurde eine Orgel angeschafft. Altar und Kanzel sind neubarock. Der dreigeschoßige Vorhallenturm stammt von 1937/38.